# Acrelândia
Acrelândia is een gemeente in de Braziliaanse deelstaat Acre. De gemeente telt 12.241 inwoners (schatting 2009).

## Aangrenzende gemeenten
De gemeente grenst aan Plácido de Castro, Rio Branco, Senador Guiomard, Lábrea (AM) en Porto Velho (RO). 

### Landsgrens
En met als landsgrens aan de gemeente Ingavi en Santa Rosa del Abuná in de provincie Abuná in het departement Pando met het buurland Bolivia.